# 21022 Ike
21022 Ike è un asteroide della fascia principale. Scoperto nel 1989, presenta un'orbita caratterizzata da un semiasse maggiore pari a 2,566226 UA e da un'eccentricità di 0,251896, inclinata di 25,022565° rispetto all'eclittica. Ha un diametro di 8,111 km, un periodo di rotazione di 7,55 ore e un'albedo di 0,203.